# Назаренко Павло Олександрович
Павло Олександрович Назаренко (біл. Павел Аляксандравіч Назаранка, рос. Павел Александрович Назаренко, 20 січня 1995, Мінськ) — білоруський футболіст, захисник казахського клубу «Шахтар» з Караганди.

## Клубна кар'єра
Вихованець СДЮШОР мінського «Динамо», з 2012 року виступав за дубль мінчан. У березні 2014 року він був відданий в оренду «Березі-2010» і провів у його складі весь сезон 2014 року.
На початку 2015 року повернувся в «Динамо» і готувався до сезону разом з основною командою, але перед самим стартом чемпіонату, в квітні, був відданий в оренду бобруйській «Білшині». 10 квітня 2015 року дебютував у Вищій лізі, вийшовши на заміну на 77-й хвилині в матчі першого туру проти «Гомеля» (0:2). Всього за бобруйський клуб зіграв у 9 матчах, переважно виходячи на заміну. 9 липня у зв'язку із закінченням терміну оренди повернувся в « Динамо», а в серпні знову опинився в «Березі-2010».
На початку 2016 року «Береза-2010» припинила існування, і Павло відправився на перегляд в «Німан», однак гродненській команді не підійшов. Пізніше приєднався до берестейського «Динамо», з яким у березні підписав контракт. У складі нової команди закріпився на позиції основного правого захисника.
Після закінчення сезону 2016 повернувся до Мінська. У першій половині сезону-2017 виступав переважно за дубль мінського «Динамо», провів також два матчі за основний склад. У липні 2017 року був відданий в оренду в «Городею», де став основним правим захисником. Після закінчення сезону в листопаді 2017 року повернувся в « Динамо», однак у січні 2018 року знову став тренуватися з «Городеєю». У сезоні 2018 року виступав у стартовому складі городейської команди. Після закінчення сезону повернувся з оренди в «Динамо».
У лютому 2019 року став гравцем «Слуцька», де також закріпився у стартовому складі. У грудні 2019 року за угодою сторін покинув слуцьку команду.
З січня 2020 року перебував на перегляді у «Вітебську» і в підсумку підписав контракт з клубом. Назаранко стабільно грав в основі вітебської команди, але у грудні 2020 року, після закінчення контракту, покинув клуб.
На початку 2021 року тренувався з «Мінськом» та берестейським «Динамо», а в лютому підписав контракт з казахстанським «Акжаїком». У липні 2021 року за згодою сторін покинув клуб і приєднався до іншої місцевої команди, «Шахтаря» з Караганди.

## Міжнародна кар'єра
Виступав за юнацькі збірні Білорусі.
25 січня 2014 року дебютував у складі молодіжної збірної Білорусі у матчі проти Казахстану на Кубку Співдружності в Санкт-Петербурзі (4:1). Всього за збірну провів 9 матчів — 7 в 2014 році і 2 в 2016 році.

## Статистика виступів
| Сезон    | Дивізіон | Клуб           | Матчів | Голів |
| -------- | -------- | -------------- | ------ | ----- |
| 2012     | дубль    | Динамо Мінськ  | 21     | 0     |
| 2013     | дубль    | Динамо Мінськ  | 27     | 1     |
| 2014     | Д2       | Береза-2010    | 25     | 1     |
| 2015 (1) | Д1       | Белшина        | 9      | 0     |
| 2015 (2) | Д2       | Береза-2010    | 15     | 2     |
| 2016     | Д1       | Динамо-Берестя | 26     | 1     |
| 2017 (1) | Д1       | Динамо Мінськ  | 2      | 0     |
| 2017 (2) | Д1       | Городея        | 14     | 0     |
| 2018     | Д1       | Городея        | 28     | 1     |
| 2019     | Д1       | Слуцьк         | 25     | 1     |
| 2020     | Д1       | Вітебськ       | 28     | 1     |
| 2021 (1) | Д1       | «Акжаїк»       | 13     | 1     |